# سیارک ۷۵۸۳
سیارک ۷۵۸۳ (به انگلیسی: 7583 Rosegger، نامگذاری:1991BA3) هفت هزار و پانصد و هشتاد و سومین سیارک کشف شده‌است که در ۱۷ ژانویه ۱۹۹۱ کشف شد.
قدر مطلق سیارک برابر ۱۲٫۴۰ است.